# Secaci
Secaci – wieś w Rumunii, w okręgu Arad, w gminie Beliu. W 2011 roku liczyła 149 mieszkańców. 